# Lijst van voetbalinterlands Botswana - Kenia
Deze lijst van voetbalinterlands is een overzicht van alle officiële voetbalwedstrijden tussen de nationale teams van Botswana en Kenia. De landen speelden tot op heden zes keer tegen elkaar. De eerste ontmoeting was een vriendschappelijke wedstrijd op 3 oktober 1992 in Gaborone. Het laatste duel, een groepswedstrijd tijdens de COSAFA Cup 2013, vond plaats in Kitwe (Zambia) op 11 juli 2013.

## Wedstrijden
| № | Plaats   | Datum            | Competitie           | Wedstrijd        | Uitslag |
| - | -------- | ---------------- | -------------------- | ---------------- | ------- |
| 1 | Gaborone | 3 oktober 1992   | Vriendschappelijk    | Botswana − Kenia | 0 − 1   |
| 2 | Gaborone | 9 oktober 2004   | WK 2006 kwalificatie | Botswana − Kenia | 2 − 1   |
| 3 | Nairobi  | 26 maart 2005    | WK 2006 kwalificatie | Kenia − Botswana | 1 − 0   |
| 4 | Gaborone | 10 augustus 2011 | Vriendschappelijk    | Botswana − Kenia | 1 − 0   |
| 5 | Nairobi  | 12 juli 2012     | Vriendschappelijk    | Kenia − Botswana | 3 − 1   |
| 6 | Kitwe    | 11 juli 2013     | COSAFA Cup 2013      | Kenia − Botswana | 1 − 2   |

## Samenvatting
| Competitie        | Totaal gespeeld | Winst Botswana | Gelijk | Winst Kenia | Doelsaldo Botswana – Kenia |
| ----------------- | --------------- | -------------- | ------ | ----------- | -------------------------- |
| WK-kwalificatie   | 2               | 1              | 0      | 1           | 2 − 2                      |
| COSAFA Cup        | 1               | 1              | 0      | 0           | 2 − 1                      |
| Vriendschappelijk | 3               | 1              | 0      | 2           | 2 − 4                      |
| Totaal            | 6               | 3              | 0      | 3           | 6 − 7                      |

Wedstrijden bepaald door strafschoppen worden, in lijn met de FIFA, als een gelijkspel gerekend.